# Go2Sky
Go2Sky是斯洛伐克一家包機航空公司，總部位於布拉迪斯拉發，其樞紐機場為布拉迪斯拉發機場。

## 歷史
Go2Sky創立於2013年2月14日，提供不定期包機服務，營運範圍包括客運、貨運和郵件。此外，該公司還提供飛機租賃服務（ACMI式濕租），專為其他航空公司（AOC持有人）及「臨時」包機而設計。該公司自2015年起便獲得國際航空運輸協會的IOSA認證。
2014年夏季，該公司與兩家企業簽訂濕租合同，包括意大利包機商米斯特拉爾航空的兩架飛機，以及德國漢堡航空的一架機身。2015年，Go2Sky將飛機租賃給米斯特拉爾航空、烏克蘭國際航空、挪威穿梭航空（挪航）、摩洛哥皇家航空及以色列阿基亞航空。2016年租賃給捷克航空、米斯特拉爾航空、捷克旅行航空、阿爾巴之星航空及挪航。他們還使用波音737-800飛機為亞德里亞航空運營航班。Go2Sky更奪得了波蘭前進航空（兩架B737-800）以及土耳其克雷顿航空（一架B737-800）的2019年春夏濕租合同。
2020年8月19日，儘管過去兩年有所盈利，Go2Sky仍因2019冠狀病毒病疫情而不得不於當日宣布停止運營，但繼續持有其航空營運許可證（AOC）。然而在當年晚些時候，該航空公司決定在次年恢復運營，並正式於2021年8月復航，支援土耳其克雷顿航空在德國與其它度假勝地之間的航程。

## 備註
1. ↑  有部份旅行社將其直譯為「奔向天空航空」[1]。
2. ↑  即「飛機（Aircraft）、機組人員（Crew）、維修（Maintenance）及保險（Insurance）」四大服務項目。
3. ↑  今義大利郵政航空貨運前身，航司名稱「Mistral」與密史脫拉風有關。

## 外部連結
- 官方网站（新址）
- 官方网站（舊址）